# Strażnica KOP „Morozówka”

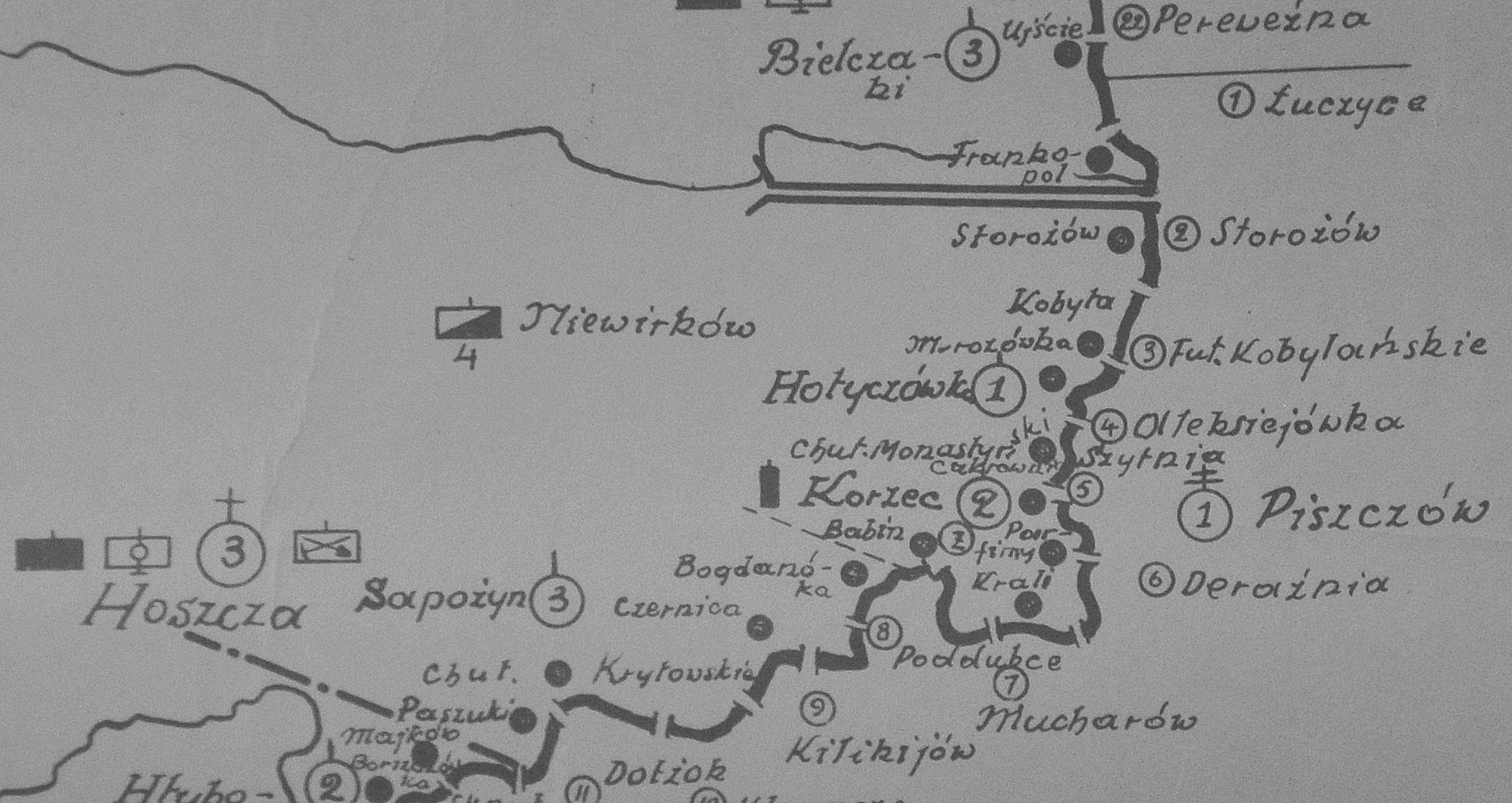
Rozmieszczenie baonu KOP „Hoszcza” w 1931

Strażnica KOP „Morozówka” – zasadnicza jednostka organizacyjna Korpusu Ochrony Pogranicza pełniąca służbę ochronną na granicy polsko-sowieckiej.

## Formowanie i zmiany organizacyjne
W 1924, w składzie 1 Brygady Ochrony Pogranicza, został sformowany 3 batalion graniczny. W 1928 w skład batalionu wchodziło 13 strażnic, w tym 35 strażnica KOP „Morozówka” . W latach 1928 – 1939 strażnica funkcjonowała w strukturze organizacyjnej 1 kompanii granicznej KOP „Hołyczówka” . Strażnica liczyła około 18 żołnierzy i rozmieszczona była przy linii granicznej z zadaniem bezpośredniej ochrony granicy państwowej .
W 1932 obsada strażnicy zakwaterowana była w budynku popolicyjnym. Strażnicę z macierzystą kompanią łączył trakt długości 2,8 km.

## Służba graniczna
Podstawową jednostką taktyczną Korpusu Ochrony Pogranicza przeznaczoną do pełnienia służby ochronnej był batalion graniczny. Odcinek batalionu dzielił się na pododcinki kompanii, a te z kolei na pododcinki strażnic, które były „zasadniczymi jednostkami pełniącymi służbę ochronną”, w sile półplutonu. Służba ochronna pełniona była systemem zmiennym, polegającym na stałym patrolowaniu strefy nadgranicznej, wystawianiu posterunków alarmowych, obserwacyjnych i kontrolnych stałych, patrolowaniu i organizowaniu zasadzek w miejscach rozpoznanych jako niebezpieczne, kontrolowaniu dokumentów i zatrzymywaniu osób podejrzanych, a także utrzymywaniu ścisłej łączności między oddziałami i władzami administracyjnymi.
Strażnica KOP „Morozówka” w 1932 ochraniała pododcinek granicy państwowej szerokości 5 kilometrów 325 metrów od słupa granicznego nr 1534 do 1541, a w 1938 pododcinek szerokości 7 kilometrów 940 metrów od słupa granicznego nr 1534 do 1548.
Sąsiednie strażnice:
- strażnica KOP „Kobyla” ⇔ strażnica KOP „Chutor Monastyrskie” – 1928[3], 1929[4], 1931[5] , 1932[6], 1934[7]
- strażnica KOP „Kobyla” ⇔ strażnica KOP „Cukrownia” – 1938[8]